# Ralliement

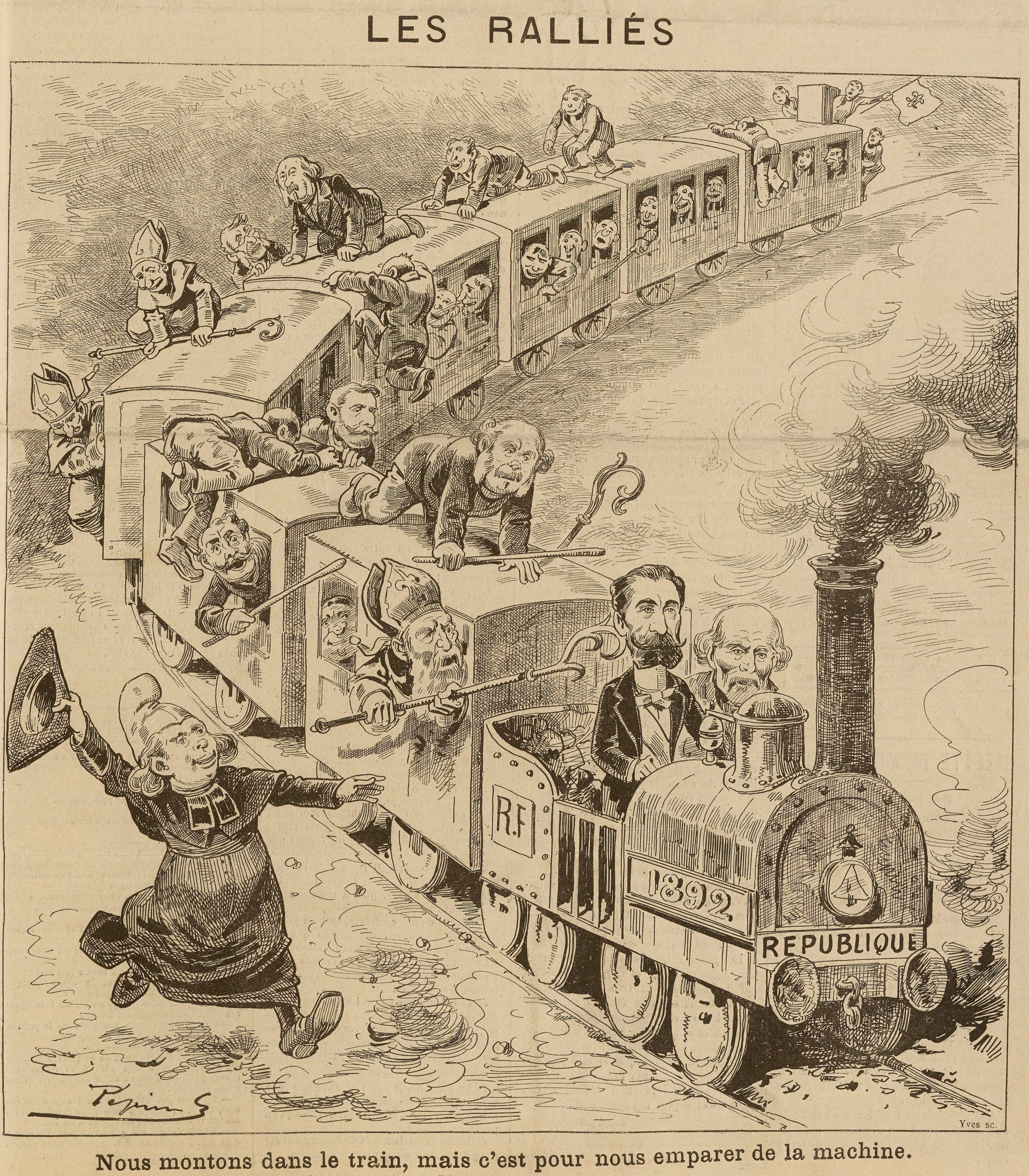
Les Ralliés – Le Grelot, 23. Oktober 1892 (Gallica)

Ralliement (französisch für „Sammlung“ oder „Anschluss“) bezeichnet die Haltung eines Teils der Katholiken in Frankreich, die sich nach der Enzyklika Papst Leos XIII. „Au milieu des sollicitudes“ (Inmitten der Fürsorge) vom 16. Februar 1892 der Dritten Republik anschlossen. Die Vertreter dieser Position werden als Ralliés oder ralliés bezeichnet.

## Geschichte

### Kontext
Bruno Dumons zufolge „lud die Entstehung einer gemäßigteren Republik dazu ein, die Katholiken zu beschwichtigen und auf ihre Seite zu ziehen. Indem sie eine gewisse Offenheit zuließen, trugen die römischen und bischöflichen Behörden dazu bei, dass immer mehr Initiativen ergriffen wurden, um das Experiment einer konservativen katholischen Rechten zu wagen, die sich von der Monarchie lossagte und die republikanischen Institutionen akzeptierte“.
Das Ralliement fand nach dem gescheiterten Staatsstreich von General Georges Boulanger 1889 statt. Dieser Fehlschlag hatte die Stärke der republikanischen Institutionen Frankreichs bewiesen. Ende 1889 wurde Kardinal Domenico Ferrata von Leo XIII. beauftragt, einen Bericht über die heikle Lage der katholischen Kirche in Frankreich zu verfassen. Ferrata berichtet in seinen Memoiren, dass er in diesem Bericht als Lösung für die Probleme der katholischen Kirche in Frankreich vorschlug, den Katholizismus nicht mehr mit der Opposition gegen das republikanische Regime in Verbindung zu bringen. In seinen Memoiren schrieb Ferrata, dass er in seinem Bericht auch die strategischen Leitlinien für das spätere Ralliement aufgestellt habe.
Im März 1890 gründete Jacques Piou die erste rechte Fraktion, die sich der Republik anschloss.

### Toast von Algier von Kardinal Lavigerie

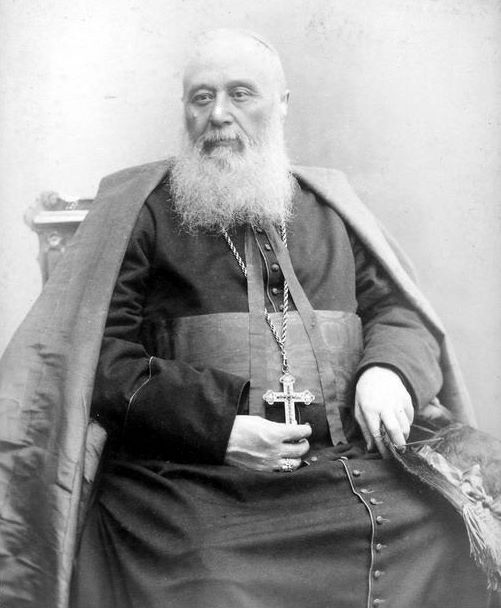
Charles Lavigerie

Am 12. November 1890 empfing der Erzbischof von Algier, Kardinal Charles Lavigerie, in seiner erzbischöflichen Residenz Saint Eugène (Gemeinde der Provinz von Algier) an seiner Tafel die hohen Offiziere des französischen Mittelmeergeschwaders. Bei diesem Empfang erhob der Kardinal sein Glas (daher der Name „Toast von Algier“) vor Vizeadmiral Duperré, dem Befehlshaber der Flotte, und hielt eine Rede, in der er unter anderem erklärte:

« Wenn der Wille eines Volkes klar zum Ausdruck gekommen ist, wenn die Regierungsform, wie Leo XIII. unlängst verkündet hat, den Grundsätzen, die christliche und zivilisierte Nationen am Leben erhalten können, nicht entgegensteht, wenn die vorbehaltlose Bejahung dieser Regierungsform notwendig ist, um das eigene Land den drohenden Abgründen zu entreißen, dann ist der Augenblick gekommen, um aus Liebe zum Vaterland alles zu opfern, was Gewissen und Ehre erlauben und gebieten. ... Das ist es, was ich um mich herum lehre, das ist es, was ich in Frankreich von allen unseren Geistlichen nachgeahmt sehen möchte, und indem ich so spreche, bin ich sicher, von keiner autorisierten Stimme widerlegt zu werden. »

Die Erklärung von Kardinal Lavigerie in Algier war eine Vorbereitung auf die Enzyklika „Au milieu des sollicitudes“ von Papst Leo XIII. Der Papst hatte den Kardinal beauftragt, die Vernunftehe zwischen der katholischen Kirche und den gemäßigten Republikanern einzuleiten, bevor er selbst diese Politik des Ralliement in seiner Enzyklika formalisierte.

### Au milieu des sollicitudes

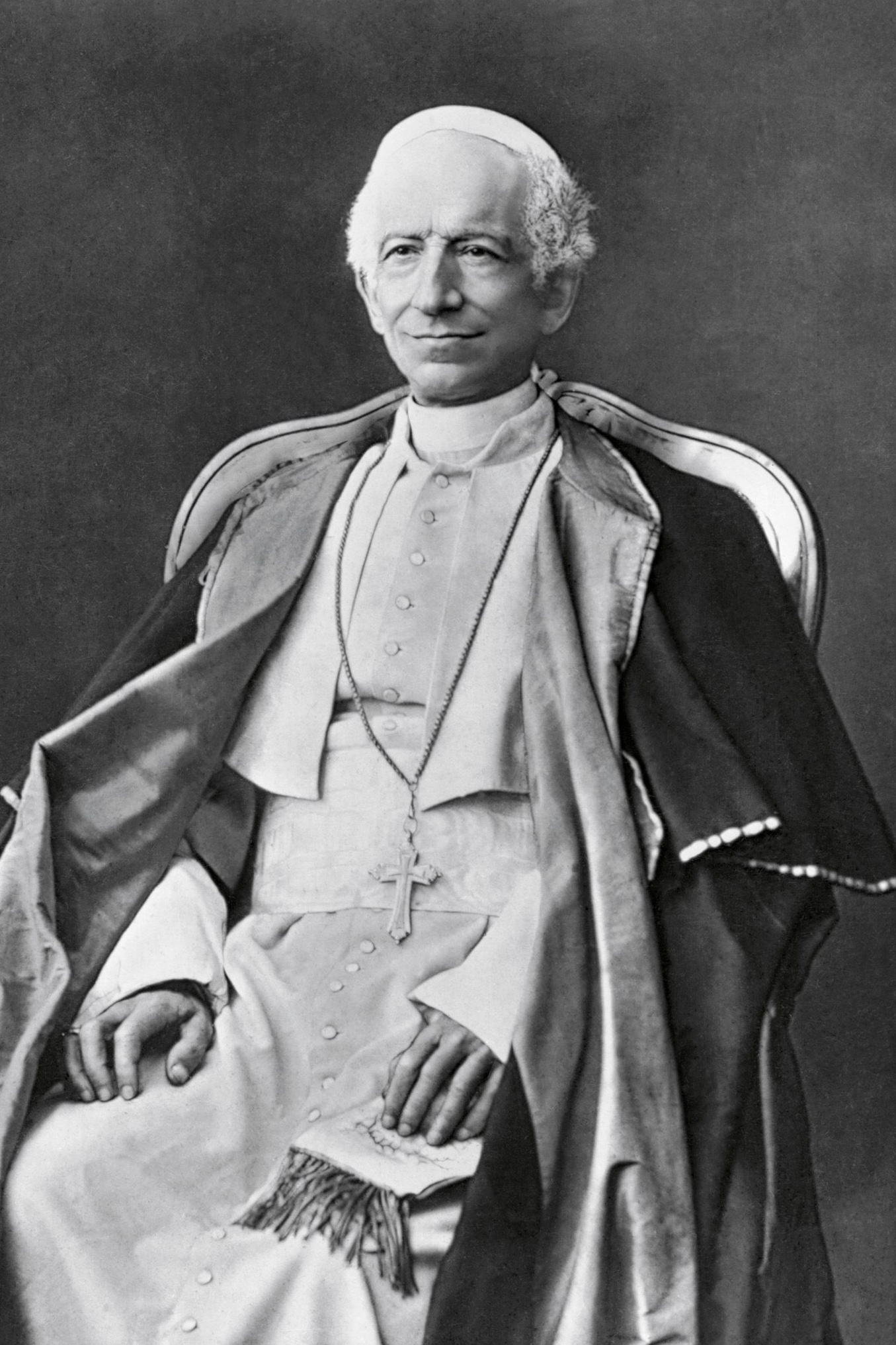
Papst Leo XIII.

→ Zum Hauptartikel Au milieu des sollicitudes
Mit seiner am 16. Februar 1892 veröffentlichten Enzyklika wollte Papst Leo XIII. den Konflikt zwischen der katholischen Kirche und den weltlichen Machthabern der Dritten Republik beenden, der Frankreich gespalten und die Katholiken daran gehindert hatte, am politischen Leben ihres Landes teilzunehmen. Für den Papst war dies auch eine große ekklesiologische Herausforderung: Er wollte die päpstliche Monarchie und ihre geistliche Macht bekräftigen, indem er den offiziellen Diskurs der kirchlichen Autoritäten instrumentalisierte, um die Anhänglichkeit der französischen Katholiken an die Dritte Republik zu fördern und so einer Logik der Versöhnung zwischen Nationalismus und Ultramontanismus zu folgen, nachdem der Heilige Stuhl 1870 den Kirchenstaat und seine weltliche Macht verloren hatte. Am 20. Februar 1892 wurde die Enzyklika in der französischen Presse veröffentlicht.
In der Enzyklika stellte Leo XIII. klar, dass die französischen Katholiken um des Friedens und des Gemeinwohls willen die gegenwärtigen Regierungsformen akzeptieren sollten; dass sie allerdings nicht jede Gesetzgebung akzeptieren müssten. Diese Position von Leo XIII. wurde von den Päpsten bis zum Zweiten Vatikanischen Konzil vertreten.
In einem Brief an die französischen Kardinäle erklärte Leo XIII. in Bezug auf seine Enzyklika:

« Und da das Übel, auf das wir hinweisen, keineswegs auf die Katholiken beschränkt ist, sondern alle Menschen mit Sinn und Rechtschaffenheit betrifft, haben wir Unsere Enzyklika auch an sie gerichtet, damit sie sich alle beeilen, Frankreich auf dem Abhang, der es in den Abgrund führt, aufzuhalten. Diese Bemühungen würden jedoch radikal unfruchtbar werden, wenn es den konservativen Kräften an Einheit und Eintracht bei der Verfolgung des Endziels fehlen würde, nämlich der Erhaltung der Religion, die jeder ehrliche Mensch und jeder aufrichtige Freund der Gesellschaft anstreben sollte. Unsere Enzyklika hat dies ausführlich dargelegt.
(...)
Wenn es also in einer Gesellschaft eine konstituierte und ausgeübte Macht gibt, ist das gemeinsame Interesse an diese Macht gebunden, und man muss sie aus diesem Grund so akzeptieren, wie sie ist.
Aus diesen Gründen und in diesem Sinne haben wir den französischen Katholiken gesagt: Nehmt die Republik an, d.h. die unter euch bestehende und konstituierte Macht; achtet sie; seid ihr untertan, da sie die von Gott kommende Macht repräsentiert. »

## Folgen

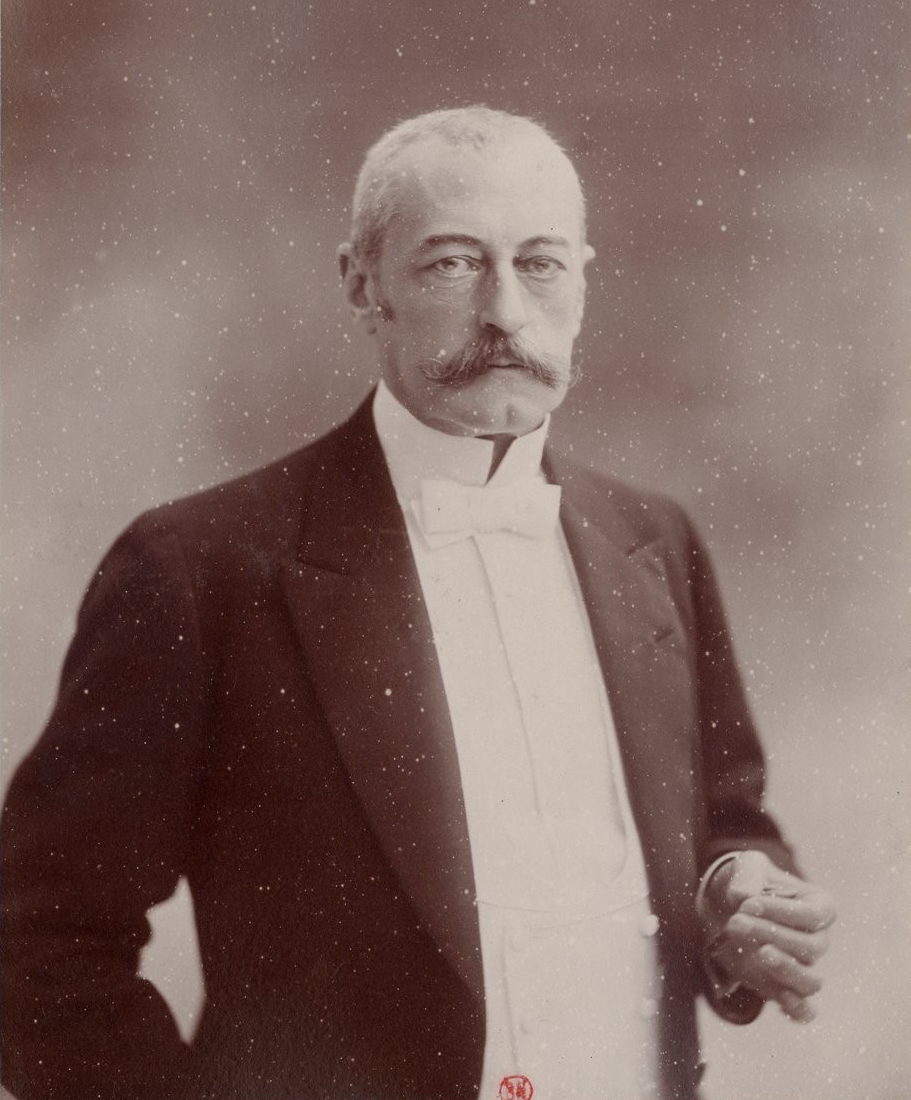
Pierre Waldeck-Rousseau (Foto Nadar)

Diese Politik der Annäherung an die laizistischen Republikaner weckte bei den ihr nahestehenden Kreisen – Christdemokraten und liberale Katholiken – große Hoffnungen, die jedoch Ende des 19. Jahrhunderts durch die Dreyfus-Affäre zunichtegemacht wurden: Die daraus resultierende Welle des Antisemitismus überschwemmte den französischen Katholizismus trotz einer Handvoll Dreyfus-Katholiken. Diese bekannte Episode führte zu einer politischen Krise, die in einer Zersplitterung der politischen Positionen der Katholiken von der Action Française (1898) über die Action libérale populaire bis zum Sillon (1898) und in einer Regierung der republikanischen Verteidigung gipfelte, die aus Furcht vor einer Rückkehr des Klerikalismus die Laizisierungspolitik wieder aufnehmen wollte. Diese Politik der Trennung von Kirche und Staat wurde von den folgenden Kabinetten Combes und Rouvier II – dieses verabschiedete das Gesetz zur Trennung von Kirche und Staat – fortgesetzt. Erst 1906, während des Kabinetts Sarrien, trat hier eine gewisse Beruhigung ein.

« Wir finden, dass die Frage, ob man in einer Kirche Kerzenleuchter zählen wird oder nicht, kein Menschenleben wert ist. »

### Im Text verwendet
- Bernard Barbiche: Fille aînée de l’Église. In: Philippe Levillain, Dictionnaire historique de la papauté. Fayard, 1994, ISBN 2-213-61857-7.
- Paola Vismara Chiappa: Église et État en France au début du Ralliement. L’affaire des catéchismes électoraux d’après les Archives Vaticanes (1891–1892). In: Revue d’histoire de l’Église de France. Vol. 68, Nr. 181, 1982, doi:10.3406/rhef.1982.1699 (persee.fr).
- Bruno Dumons: Catholicisme et politique (XIXe siècle). In: Bruno Dumons, Christian Sorrel (Hrsg.): Le catholicisme en chantiers. France, XIXe–XXe siècles. Presses universitaires de Rennes, Rennes 2013, ISBN 978-2-7535-2801-7 (openedition.org).
- Bertrand Joly: Aux origines du populisme : histoire du boulangisme. CNRS éditions, 2022, ISBN 978-2-271-13972-6.
- Xavier de Montclos: Le Toast d’Alger. Documents 1890–1891. De Boccard, 1966.
- Philippe Portier: L’Église catholique face au modèle français de laïcité. In: Archives de sciences sociales des religions. Nr. 129, 2005, doi:10.4000/assr.1115 (openedition.org).
- Jeannine Verdès-Leroux: L’Algérie et la France. Bouquins Editions, 2009, ISBN 978-2-221-10946-5.
- James E. Ward: The French Cardinals and Leo XIII's Ralliement Policy. In: Church History. Vol. 33, Nr. 1, 1964, doi:10.2307/3163260 (cambridge.org).

### Weiterführend
- Martin Dumont: Le Saint-Siège et l’organisation politique des catholiques français aux lendemains du Ralliement. 1890–1902. Honoré Champion, Paris 2012, ISBN 978-2-7453-2378-1.
- Robert de Mattei: Le ralliement de Léon XIII : l’échec d'un projet pastoral. Cerf, Paris 2016, ISBN 978-2-204-10555-2.
- Philippe Prévost: L’Église et le ralliement. Histoire d’une crise (1892–2000). Centre d’études contemporaines, Paris 2001.